# Joe Primeau
Alfred Joseph Francis Primeau, född 29 januari 1906 i Lindsay, Ontario, död 14 maj 1989 i Toronto, var en kanadensisk professionell ishockeyspelare och ishockeytränare. Primeau spelade för Toronto Maple Leafs i NHL åren 1927–1936. Från 1950 till 1953 var han tränare för Maple Leafs.
Joe Primeau vann Stanley Cup med Toronto Maple Leafs som spelare säsongen 1931–32. I Maple Leafs spelade Primeau som center i en framgångsrik kedjeformation med högerforwarden Charlie Conacher och vänsterforwarden Busher Jackson kallad "The Kid Line". Maple Leafs tränare Conn Smythe satte samman kedjan säsongen 1929–30 och den fick sitt namn av spelarnas låga ålder.
Säsongen 1950–51 vann Primeau Stanley Cup som tränare för Toronto Maple Leafs.

## Statistik
CPHL = Canadian Professional Hockey League

### Spelare
| 1927–28    | Toronto Ravinas     | CPHL       | 42  | 26 | 13  | 39  | 36  | —  | — | —  | —  | —  |
| 1927–28    | Toronto Maple Leafs | NHL        | 1   | 0  | 0   | 0   | 0   | —  | — | —  | —  | —  |
| 1928–29    | London Panthers     | CPHL       | 35  | 12 | 10  | 22  | 16  | —  | — | —  | —  | —  |
| 1928–29    | Toronto Maple Leafs | NHL        | 6   | 0  | 1   | 1   | 2   | —  | — | —  | —  | —  |
| 1929–30    | Toronto Maple Leafs | NHL        | 43  | 5  | 21  | 26  | 22  | —  | — | —  | —  | —  |
| 1930–31    | Toronto Maple Leafs | NHL        | 38  | 9  | 32  | 41  | 18  | 2  | 0 | 0  | 0  | 0  |
| 1931–32    | Toronto Maple Leafs | NHL        | 45  | 13 | 37  | 50  | 25  | 7  | 0 | 6  | 6  | 2  |
| 1932–33    | Toronto Maple Leafs | NHL        | 48  | 11 | 21  | 32  | 4   | 8  | 0 | 1  | 1  | 4  |
| 1933–34    | Toronto Maple Leafs | NHL        | 45  | 14 | 32  | 46  | 8   | 5  | 2 | 4  | 6  | 6  |
| 1934–35    | Toronto Maple Leafs | NHL        | 37  | 10 | 20  | 30  | 16  | 7  | 0 | 3  | 3  | 0  |
| 1935–36    | Toronto Maple Leafs | NHL        | 45  | 4  | 13  | 17  | 10  | 9  | 3 | 4  | 7  | 0  |
| NHL totalt | NHL totalt          | NHL totalt | 309 | 66 | 177 | 243 | 105 | 38 | 5 | 18 | 23 | 12 |

### Tränare
M = Matcher, V = Vinster, F = Förluster, O = Oavgjorda, P = Poäng
| Lag                 | År      | Grundserie | Grundserie | Grundserie | Grundserie | Grundserie | Grundserie | Slutspel                  |
| Lag                 | År      | M          | V          | F          | O          | P          | Resultat   | Resultat                  |
| ------------------- | ------- | ---------- | ---------- | ---------- | ---------- | ---------- | ---------- | ------------------------- |
| Toronto Maple Leafs | 1950–51 | 70         | 41         | 16         | 13         | 95         | 2:a i NHL  | Vann Stanley Cup          |
| Toronto Maple Leafs | 1951–52 | 70         | 29         | 25         | 16         | 74         | 3:a i NHL  | Förlorade i första rundan |
| Toronto Maple Leafs | 1952–53 | 70         | 27         | 30         | 13         | 67         | 5:a i NHL  | Missade slutspel          |
| Totalt              | Totalt  | 210        | 97         | 71         | 42         | 236        |            |                           |

## Meriter

### Spelare
- Stanley Cup – 1931–32
- Lady Byng Memorial Trophy – 1931–32
- NHL Second All-Star Team – 1933-34
- Ledde NHL:s assistliga tre säsonger – 1930–31, 1931–32 och 1933–34.[4][5][6]
- Invald i Hockey Hall of Fame 1963

### Tränare
- Memorial Cup – 1946–47. Med Toronto St. Michael's Majors.
- Allan Cup – 1949–50. Med Toronto Marlboros.
- Stanley Cup – 1950-51. Med Toronto Maple Leafs.